# Jehuda ha-Nasi
Rabin Jehuda ha-Nasi ili Juda I (хебр. יהודה הנשיא Y'huda haNasi - "Juda Princ") je bio vođa jevrejiske zajednice u Judeji u doba rimske vlasti u 2. vijeku. Najpoznatiji je kao glavni redaktor Tore i urednik Mišne. Poticao je od Davidove loze, odnosno bio potomak kralja Davida, zbog čega je imao titulu nasi, što znači princ. Titula nasi se takođe koristila za predsjedatelje Sanhedrina (u modernom hebrejskom se koristi u značenju "predsjednika"). 